# Ladilla Rusa
Ladilla Rusa es un grupo musical español formado en 2017 y originario de Montcada i Reixac (provincia de Barcelona). Sus principales éxitos han sido Macaulay Culkin, 
KITT y los coches del pasado y 
A un metro y medio de ti.

## Historia del grupo
Tania Lozano Fernández y Víctor Fernández Clares, originarios de Montcada i Reixac, amigos desde la infancia y periodistas de formación, decidieron en 2017 crear un dúo musical, inicialmente como una broma. Su estilo tiene influencias del electropop, la rumba catalana y otros ritmos de la periferia barcelonesa, en lo que ha sido denominado como "orgullo charnego".

### «Macaulay Culkin» y primer disco
Ladilla Rusa se dio a conocer en 2017 con la canción «Macaulay Culkin», una rumba con matices electrónicos que se viralizó en redes sociales. El tema, dedicado al actor protagonista de la película Solo en casa, supuso un impulso notable para el dúo, generando un rápido aumento de su popularidad y una elevada asistencia de público en sus conciertos, donde llegaron a colgar el cartel de entradas agotadas. Esta repercusión les condujo a publicar su primer disco, Estado de Malestar, en 2018, reafirmando el carácter festivo, humorístico y de protesta que caracteriza a sus composiciones 

### «KITT y los coches del pasado» y segundo disco
Tras el buen recibimiento de Estado de Malestar, Ladilla Rusa presentó la canción «KITT y los coches del pasado», cuyo éxito supuso les permitió salir del underground para adentrarse en el circuito indie y actuar en diversos festivales a lo largo de la geografía española, tales como el Festival Gigante, el Sonorama o el Festival Cruïlla. Además de España, el grupo también ha realizado varias actuaciones y presentaciones promocionales en México.
En 2020, en pleno contexto de pandemia, publicaron «A Un Metro y Medio de Ti», un sencillo cuya temática enfocada en la distancia social logró conectar con el público. Posteriormente, dieron a conocer «Afterparty», tema que presentaron al Benidorm Fest con la aspiración de participar en el Festival de Eurovisión, si bien su propuesta no fue seleccionada. Aun así, continuaron editando nuevos trabajos, que recogieron en su segundo disco de estudio Costumbrismo Mágico, y realizando giras nacionales e internacionales.

## Discografía

### Álbumes
- Estado del Malestar. La Mundial Records (2018).
- Costumbrismo mágico. El genio Equivocado (2022).

### Sencillos
- BEBO (de bar en peor) (2017)
- Macaulay Culkin (2017)
- Princesas (2018)
- KITT y los coches del pasado feat. Joan Colomo, Los Ganglios, Laura Santos y Lady Gipsy (2019)
- A un metro y medio de ti (2020)
- Todos los días lo mismo (2021)
- After party (2022)
- Madre mía, el asco que me das (2024)
- Te perdí en un after (2024)
- Kitt y los Coches del Pasado (Sofía Cristo Remix) (2024)

### Colaboraciones
- ET.S feat. Ruïnosa y las Strippers de Rahola (2024)
- La matanza de Texas, Ladilla Rusa, Sidonie y Mujeres (2024)
- A miami, Ladila Rusa, Tacho y Xaranga A Banda De La Banda (ABDLB) (2024)